# Em Pé na Rede
O grupo de comédia Em Pé na Rede é um grupo humorístico brasileiro, cujos membros são Victor Camejo, Osmar Campbell e Rominho Braga. Criado em 2008, em Belém, no estado do Pará, é o primeiro grupo humorístico criado naquele estado. O grupo já contou com membros como Murilo Couto.